# Hala sportowa ZS nr 20 w Gorzowie Wielkopolskim
Hala sportowa ZS nr 20 w Gorzowie Wielkopolskim – obiekt sportowy należący do Zespołu Szkół nr 20 w Gorzowie Wielkopolskim w skład którego wchodzą pełnowymiarowe boiska do siatkówki, piłki ręcznej i koszykówki. Przez kilkanaście lat hala użytkowana była przez drużynę GSPR Gorzów Wielkopolski.

## Dojazd
- Autobusem (przystanek: Obrońców Pokoju) – liniami 107, 109, 123, 124, 125, 134, 201 i 510

## Wydarzenia

### Sportowe
- 27 września 2003 roku – gala boksu zawodowego, walki: Macieja Zegana z László Bognárem (o pas międzynarodowego mistrza Polski w kategorii lekkiej), Rafała Jackiewicza z Jackiem Bielskim i Tomasza Bonina z Robertem Šulganem.